# ماهيندرا أند ماهيندرا لمتد
ماهيندرا آند ماهيندرا المحدودة هي جزء من مجموعة ماهيندرا، للسيارات، والمعدات الزراعية، والخدمات المالية، التجارة والخدمات اللوجستية، ومكونات السيارات، وتكنولوجيا المعلومات والبنية التحتية العملاقة  تأسست الشركة عام 1945 تحت اسم ماهيندرا آند محمد.  وقد تغير الاسم بعدما قسمت الهند وقرر غلام محمد العودة إلى باكستان، وأصبح أول وزير مالية هناك. وبناء عليه، تم تغيير اسم الشركة من ماهيندرا آند محمد إلى ماهيندرا آند ماهيندرا سنة 1948.
أنشئت الشركة في البداية لتصنيع سيارات الدفع الرباعي عامة الاستخدام (العائلية)، وعرف عن الشركة انها مصنعة أول جيب حربي في الهند، وذلك بعد حصولها على ترخيص من الشركة الأم الأمريكية. تشعبت الشركة في وقتٍ لاحق إلى تصنيع المركبات التجارية الخفيفة، والجرارات الزراعية، ثم نمت بسرعة من كونها شركة مصنعة لعربات الجيش والجرارات لشركة مصنعة للسيارة الكبيرة العائلية وذلك إبان تنامي السوق العالمية. في الوقت الحاضر، تتصدر الشركة قائمة تصنيع سيارات المهام في الهند وإيطاليا (معرفة باسم سكوربيو)
ماهيندرا آند ماهيندرا هي أكبر صانعة سيارات الدفع الرباعي في الهند.

## المؤسسات
خرجت وتطورت شركة ماهيندرا اند ماهيندرا عن كونها صانع عربات الجيش لمصنع رئيسي للسيارات وجرارات زراعية.
وانشئت مصانع في الصين ، والمملكة المتحدة، ، وثلاثة مصانع تجميع في الولايات المتحدة. ولديها شراكات تجارية مع شركات عالمية مثل شركة رينو، فرنسا  والمؤسسة الدولية للشاحنات والمحركات، الولايات المتحدة الأمريكية.
لدى الشركة أيضاً حضوراً عالمياً ، ويتم تصدير منتجاتها إلى دول عدة. وتشمل فروعها العالمية ماهيندرا أوروبا إس آر إل. ومقرها في إيطاليا،  وشركة ماهيندرا الولايات المتحدة الأمريكية، ماهيندرا جنوب أفريقيا  وماهيندرا الصين المحدودة للجرارات.
ماهيندرا اند ماهيندرا هي واحدة من العلامات التجارية الرائدة للجرارات في العالم. وهي أيضا أكبر شركة لتصنيع الجرارات الزراعية في الهند  مستمرة في قيادة السوق منذ أكثر من 25 عاما. وتصمم وتطور وتصنع وتسوق الجرارات، وكذلك الأدوات الزراعية. ماهيندرا الصين المحدودة تقوم الآن بتصنيع الجرارات الزراعية للسوق الصيني المتنامي وتعتبر مركزا للصادرات الجرارات إلى الولايات المتحدة ودول شرق الصين. وتمتلك الشركة 100% من شركة ماهيندرا الولايات المتحدة الأمريكية، والتي تركز اهتمامها على السوق الأمريكي.
أدى دخول ماهيندرا آند ماهيندرا قطاع سيارات الركاب مع لوغان في أبريل 2007 إلى إطار مشروع مشترك تحت اسم ماهيندرا رينو. وستجعل الشركة أول دخول لها قطاع الشاحنات الثقيلة مع ماهيندرا نافيستار، مشروع مشترك مع الشاحنات الدولية، الولايات المتحدة الأمريكية.
ويعمل قسم السيارات على جعل طائفة واسعة من المركبات بما في ذلك الميني فان، سيارات النقل التجارية الخفيفة، والسيارات ذات الثلاث عجلات. وتوفر أكثر من 20 نموذج متعدد بما في ذلك الجيل الجديد من سيارات الدفع الرباعي مثل سكوربيو وبوليرو.
في معرض نيودلهي للسيارات عام 2009، قال عدد من المدراء التنفيذين ان الشركة تسعى للإيجاد إستراتيجية توسع جديدة من شأنها أن تشهد إطلاق تصميمات جديدة للعديد من السيارات على مدى السنوات الثلاث المقبلة، بما في ذلك إدخال سيارات الدفع الرباعي المصممة لخمسة ركاب ومدعومة بمحرك توربوديسيل صغير. مؤكدين كلامهم، بإصدار الشركة ماهيندرا إكسيلو في يناير 2009، والتي باعت 15000 نسخة منذ يونيو 2009.
أيضا في أوائل عام 2008، بدأت الشركة أول عملياتها في الخارج مع إطلاق ماهيندرا سكوربيو في مصر،  وذلك في شراكة مع المجموعة البافارية للسيارات. وسرعان ما تبعه مصنع للتجميع في البرازيل.
وقد صنف المركز الأمريكي لسمعة الشركات ماهيندرا من بين أفضل 10 شركات هندية
وتستعد الشركة حاليا لبيع سيارات الدفع الرباعي وسكوربيو الصغيرة بدءا من خريف عام 2009 في أمريكا الشمالية، من خلال موزع مستقل، الشركة العالمية للمركبات، الولايات المتحدة الأمريكية، ومقره في الفاريتا، جورجيا. كما أعُلن أيضاً أنه سيتم استيراد شاحنات صغيرة من الهند كنوع من أنواع التحايل على الضرائب.

## الجوائز
1. جائزة غرفة بومباي للتعاون الجيد بين المواطنين 2006-2007 [25]
2. جائزة المسؤولية الاجتماعية للشركات 2007[26]

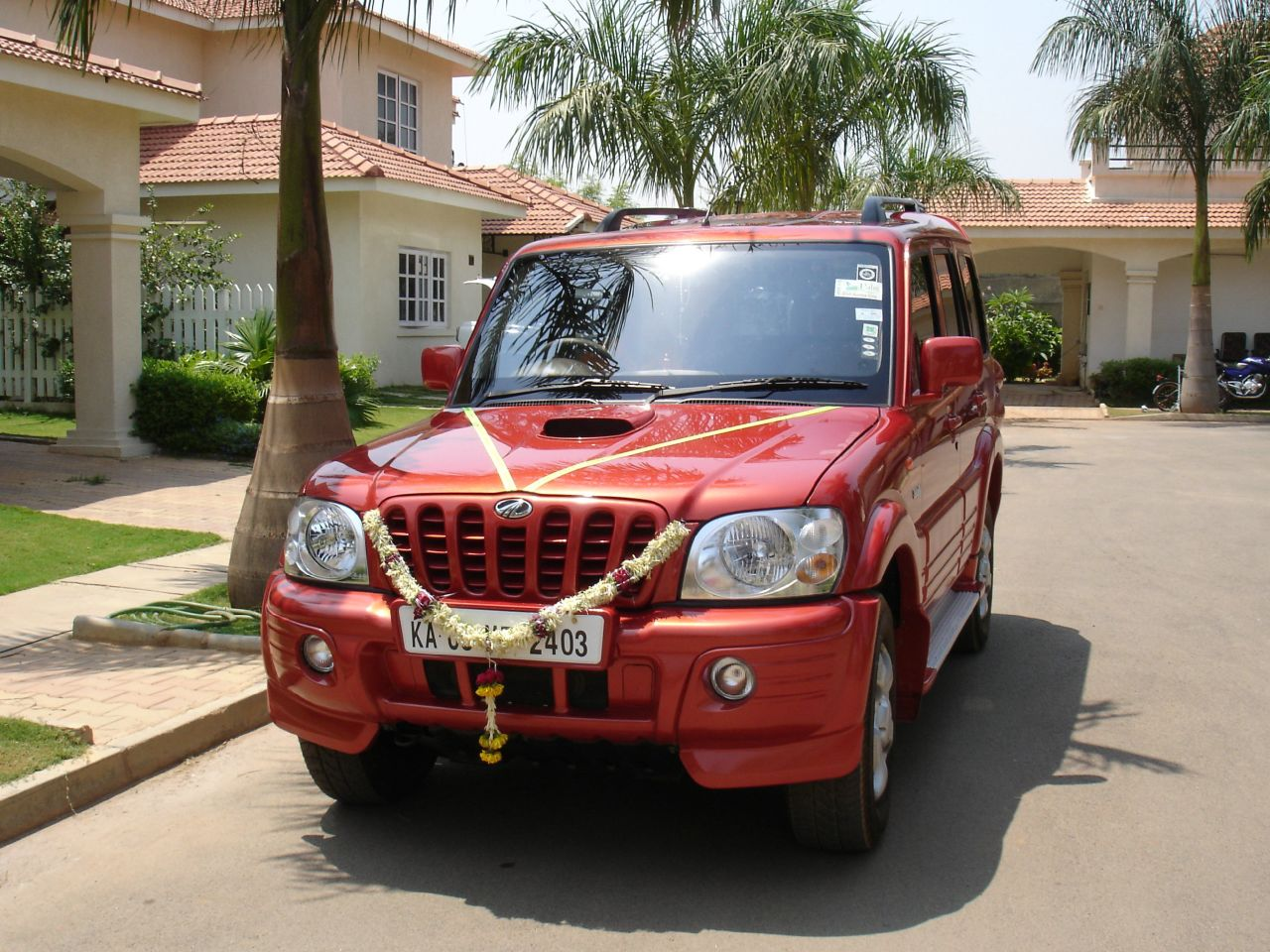
ماهيندرا سكوربيو الجيل الثاني

3. جائزة ديمنج [27]
4. وسام الجودة الياباني 2007 [28]

## الطرازات
- ماهيندرا بوليرو
  - ماهيندرا بوليرو كامبر
  - ماهيندرا بوليرو إنسبيرا
  - ماهيندرا بوليرو ستينغر كونسيبت
- ماهيندرا سكوربيو
  - ماهيندرا سكوربيو جيتأواي
  - ماهيندرا سكوربيو فيرست
- ماهيندرا إكسيلو
- ماهيندرا ليغاند
- ماهيندرا إم إم500 إكس دي

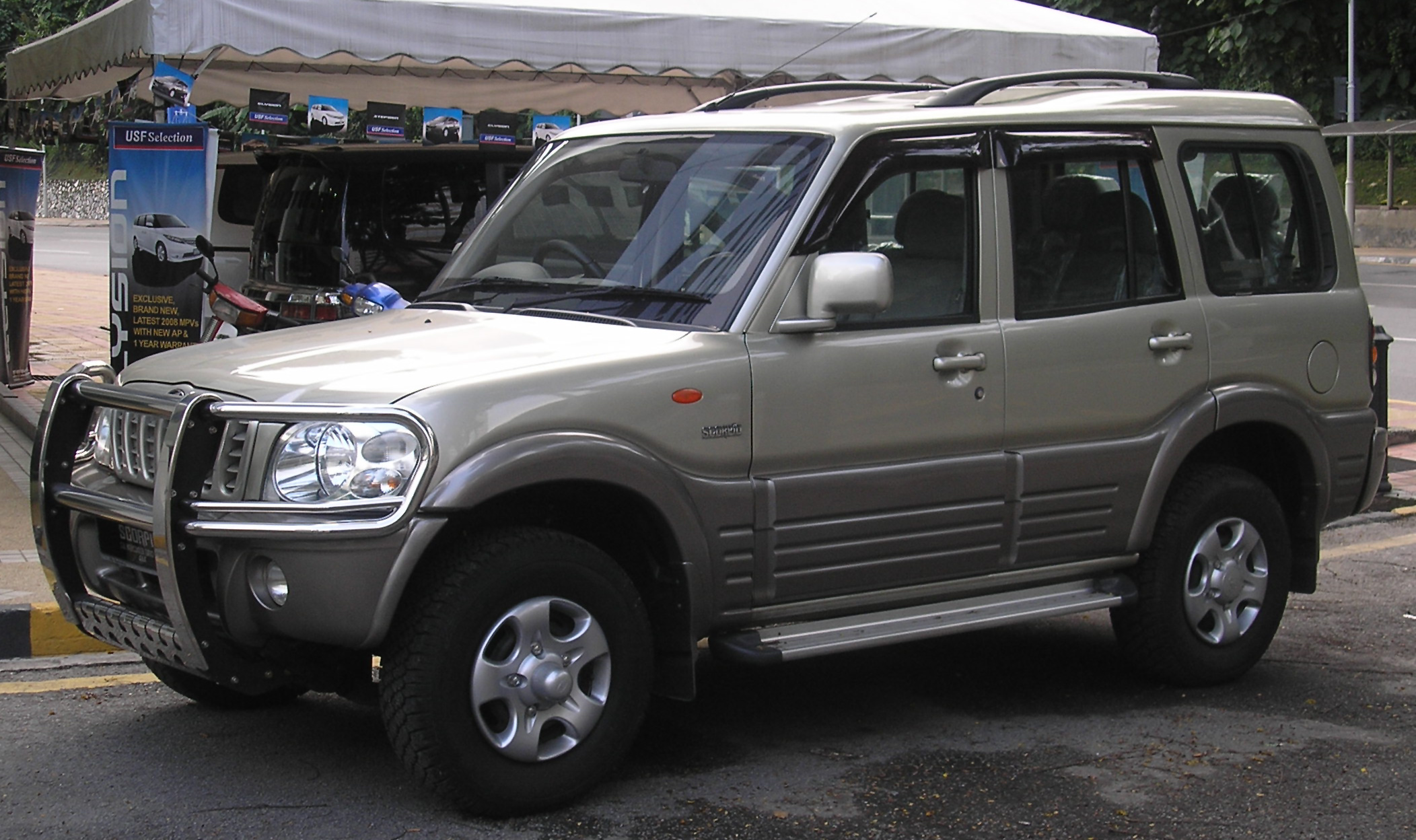
ماهيندرا سكوربيو الجيل الأول

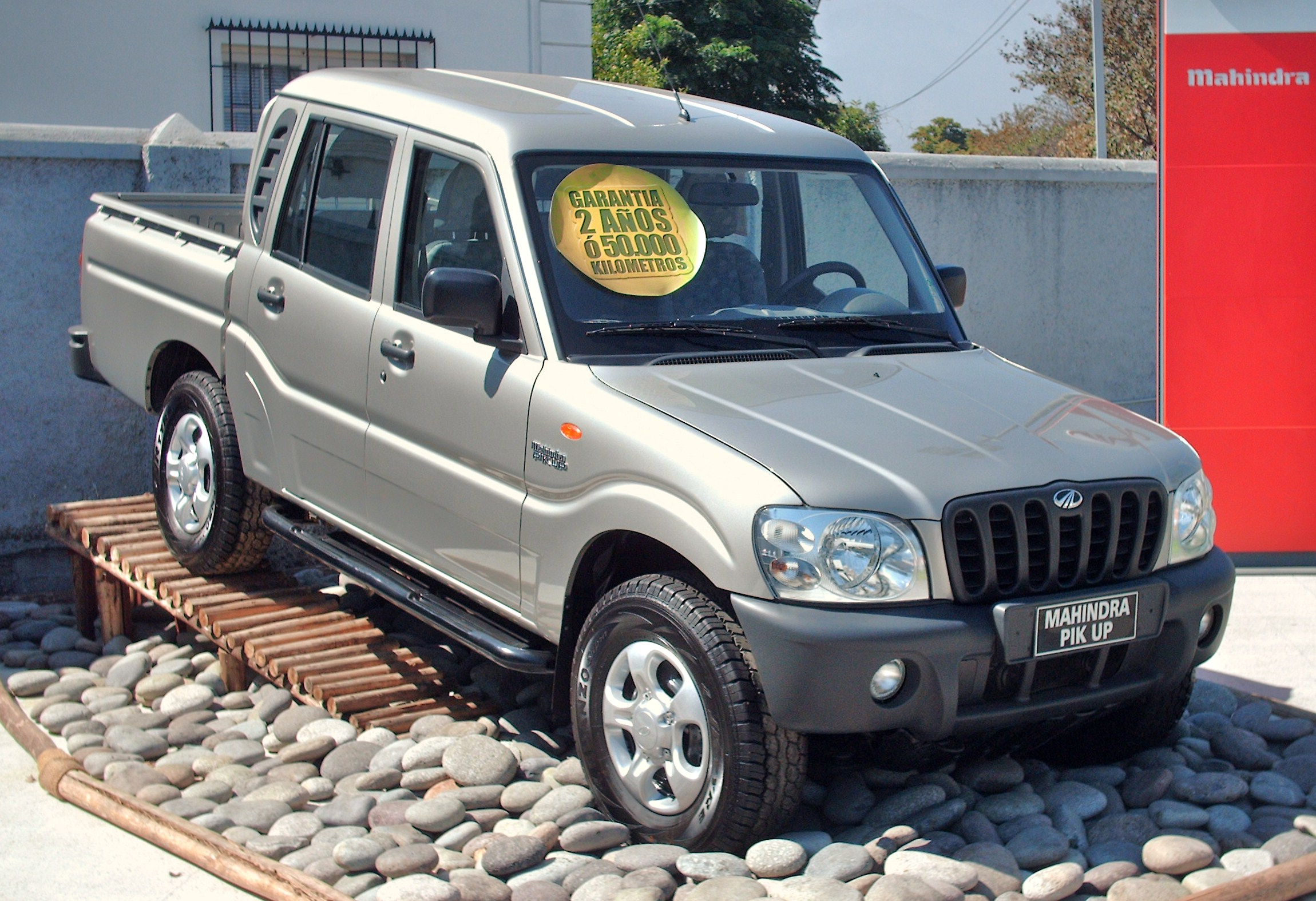
ماهيندرا سكوربيو بيك

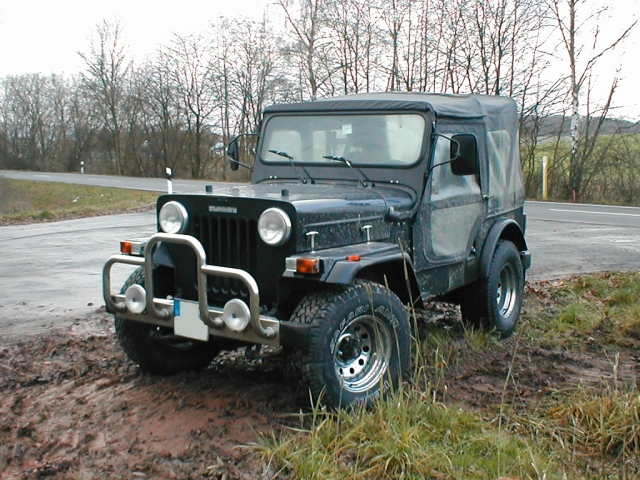
ماهيندرا جيب سي جيه 340

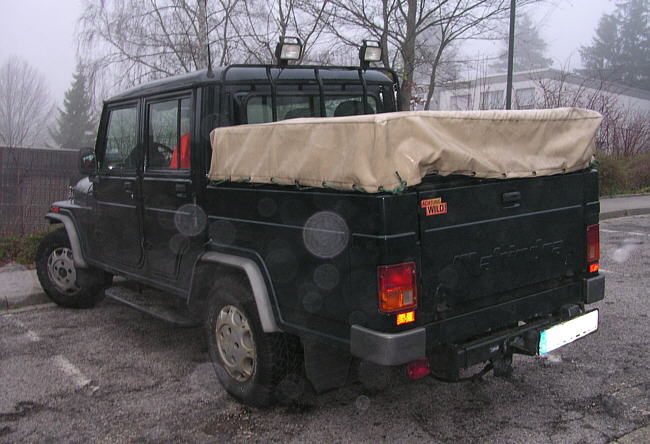
ماهيندرا بيك آب (النسخة القديمة)

- ماهيندرا رينو لوغان (بالتعاون مع رينو) [29]
- ماهيندرا آكس
- ماهيندرا ماجور
  - ماهيندرا سوفينير كونسيبت
- ماهيندرا كوماندر
- ماهيندرا كاب شاسسيس [30]

## مجموعة ماهيندرا

### أنشطة الأعمال الأساسية
- السيارات
- المعدات الزراعية
- تقنية الأنظمة
- الخدمات المالية
- تقنية المعلومات
- البنية التحتية للتنمية
- شعبة شركاء ماهيندرا
- الخدمات المتخصصة

### مبادرات المجتمع
- كلية ماهيندرا العالمية المتحدة في الهند.
- اتحاد ماهيندرا، ناد لكرة القدم مقره في مومباي، ماهاراشترا
- مؤسسة ماهيندرا
- ماهيندرا للتعليم الاستئماني : نانهي كالي

## وصلات خارجية
- الموقع الرسمي